# Сиокава, Масадзюро
Масадзюро Сиокава (яп. 塩川正十郎; 13 октября 1921, Фузе, префектура Осака, Япония — 19 сентября 2015, Осака, Япония) — японский государственный деятель, министр финансов Японии (2001—2003).

## Биография
По настоянию отца изучал экономику в токийском Университете Кэйо. Студентом прошел военную мобилизацию, завершив обучение в 1944 г.
В последующем основал собственную кампанию, в 1957 г. стал председателем Ассоциации предпринимателей Фузе, в 1958 г. управляющим директором кооперативного банка. С 1964 по 1966 гг. являлся заместителем мэра Фузе и участвовал в подготовке его объединения с Хигасиосакой.
В 1964 г. был впервые избран в Палату представителей от ЛДП в 4-м округе Осаки.
За время своей политической карьеры занимал следующие должности:
- 1972—1973 гг. — статс-секретарь, заместитель министра внешней торговли и промышленности,
- 1976—1977 гг. — статс-секретарь, заместитель генерального секретаря кабинета министров,
- 1979—1980 гг. — председатель Торгово-промышленного комитета,
- 1980—1981 гг. — министр транспорта (в кабинете премьер-министра Дзэнко Судзуки),
- 1986—1987 гг. — министр образования и культуры (в кабинете премьер-министра Ясухиро Накасонэ),
- 1989 г. — генеральный секретарь кабинета министров (в кабинете премьер-министра Сосукэ Уно),
- 1991—1992 гг. — председатель комиссии по общественной безопасности Японии.

В 1995—1996 гг. валялся председателем Исполнительного совета ЛДП.
В 2001 г. возглавил избирательную кампанию на выборах председателя партии Дзюнъитиро Коидзуми, который после его победы и назначения на должность премьер-министра получил должность министра финансов Японии, которую занимал до 2003 г., когда принял решение об уходе их политической жизни страны.
В 1988—1989 и в 1989—2001 гг. являлся председателем токийского Тойо-Университета, а с 2004 г. — его президентом. Также был членом исполнительного комитета японской ассоциации сумо и председателем Совета Ассоциации игры го Kansai Kiin.
Скончался от пневмонии в Осаке в возрасте 93 лет.